# Heinz Galinski

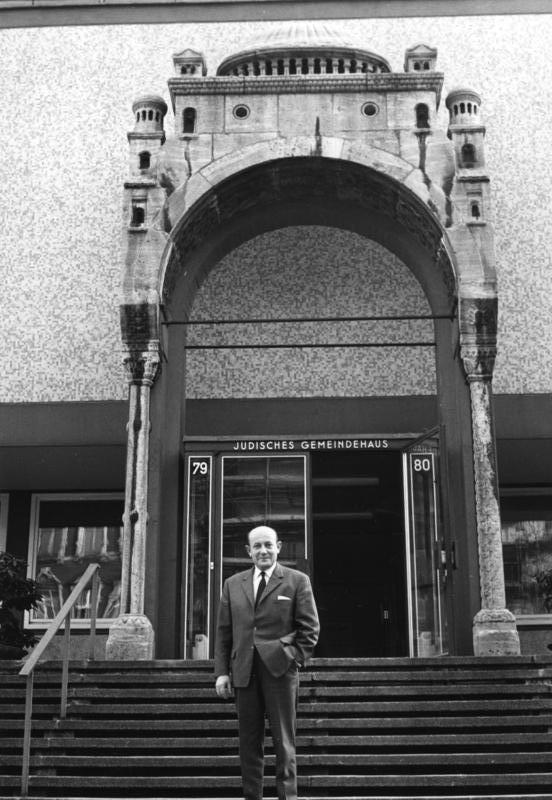
Heinz Galinski vor dem jüdischen Gemeindehaus (Januar 1967)

Heinz Galinski (geboren am 28. November 1912 in Marienburg, Westpreußen; gestorben am 19. Juli 1992 in Berlin) war der erste und vierte Vorsitzende sowie erster Präsident des Zentralrates der Juden in Deutschland. Von 1949 bis 1992 war er Vorsitzender der Jüdischen Gemeinde zu Berlin.

## Leben
Galinskis Vater war Kaufmann und Kriegsteilnehmer im Ersten Weltkrieg. Nach dem Abitur in Elbing schloss Heinz Galinski dort 1933 bei der Firma Gebr. Lublinski eine Lehre zum Textilkaufmann ab, wurde von dieser als Angestellter übernommen, aber nach deren „Arisierung“ entlassen. Galinski wurde daraufhin durch das Textilwarenhaus M. Conitzer & Söhne in Marienburg angestellt und wechselte von dort zu deren Filiale in Rathenow an der Havel. Dort lernte er seine künftige Ehefrau  Gisela Jacobsohn kennen. Er lebte ab 1938 in der Schönhauser Allee 31/32 im Berliner Prenzlauer Berg. Nachdem Galinski bereits ab 1940 Zwangsarbeit hatte leisten müssen, wurde er 1943 mit seiner Frau und seiner Mutter von den Nationalsozialisten in das Konzentrationslager Auschwitz-Birkenau deportiert; später musste er für die I.G. Farben Zwangsarbeit im KZ Auschwitz-Monowitz leisten. Seine Ehefrau und seine Mutter wurden in Auschwitz ermordet. Im Januar 1945 wurde Galinski im Rahmen der Evakuierung des KZ Auschwitz in das KZ Mittelbau-Dora verschleppt und nach dessen Räumung in das KZ Bergen-Belsen, aus dem er Mitte April 1945 von britischen Truppen befreit wurde.
Galinski blieb nach Kriegsende in Deutschland und beteiligte sich an den OdF-Ausschüssen und an der Gründung der Vereinigung der Verfolgten des Naziregimes (VVN) in Berlin, deren Zweiter Vorsitzender er bis zu seinem Austritt im Jahre 1948 war. Von 1949 bis 1992 war er erster Nachkriegsvorsitzender der jüdischen Gemeinde Berlins. Zwischen 1954 und 1963 war er der erste Vorsitzende des Zentralrates der Juden in Deutschland.
Im Sommer des Jahres 1975 entkam Galinski unverletzt einem von unbekannten Tätern verübten Paketbombenanschlag in Berlin.
Er trat 1988 die Nachfolge Werner Nachmanns als Vorsitzender (ab 1990 als Präsident) des Zentralrats der Juden in Deutschland an und stand bis zu seinem Tod 1992 wieder an der Spitze der wichtigsten jüdischen Organisation in Deutschland. Sein Nachfolger wurde Ignatz Bubis.

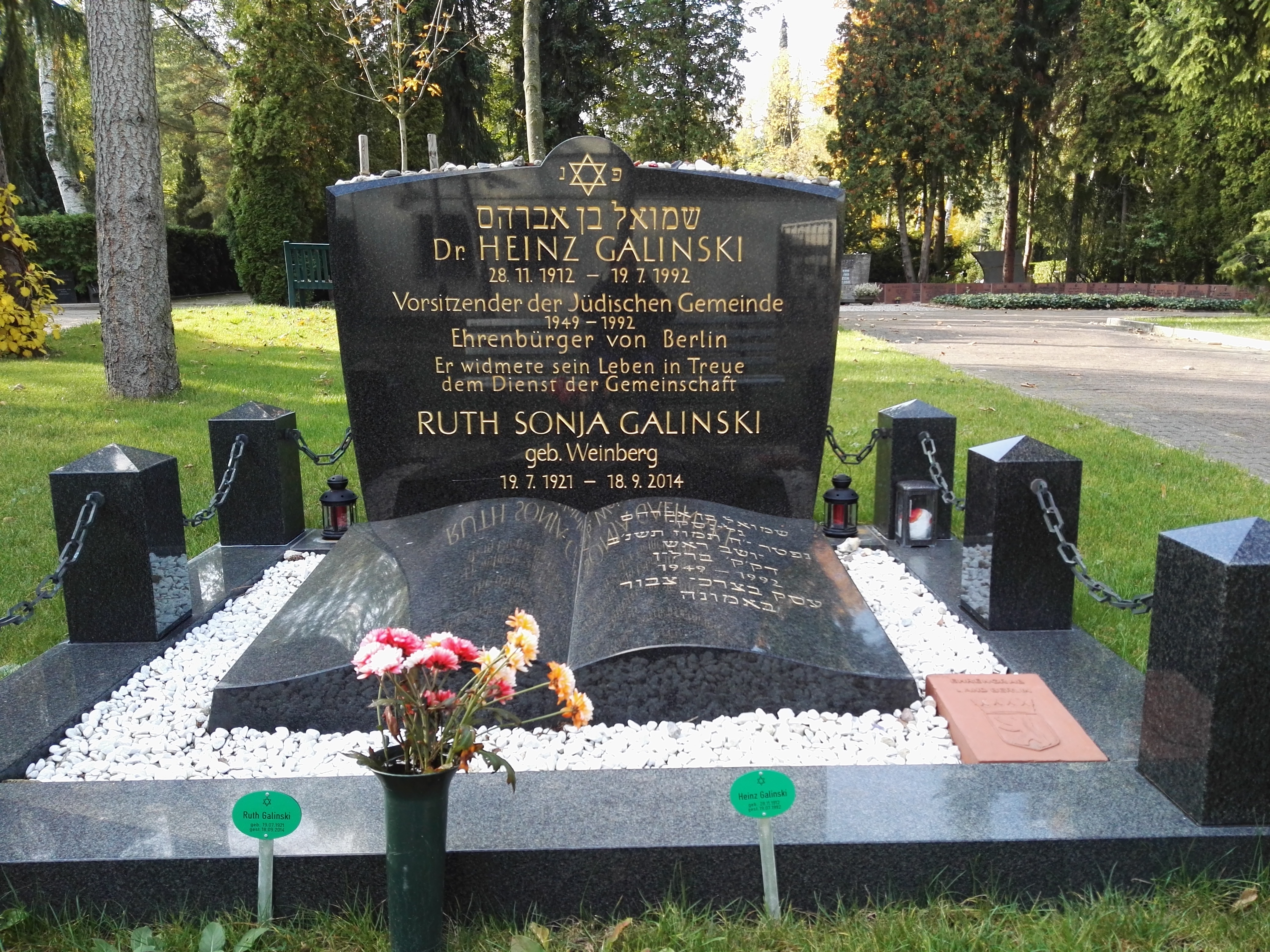
Grabstätte

Im September und im Dezember 1998 wurden auf das Grab Galinskis auf dem Jüdischen Friedhof Heerstraße in Berlin-Westend zwei Sprengstoffanschläge von unbekannten Tätern verübt. Dabei wurde der Grabstein fast vollständig zerstört. Sein Grab ist als Ehrengrab der Stadt Berlin gewidmet.
Galinski, der 1947 seine zweite Frau Ruth (1921–2014) geheiratet hatte, ist der Vater von Evelyn Hecht-Galinski.

## Ehrungen

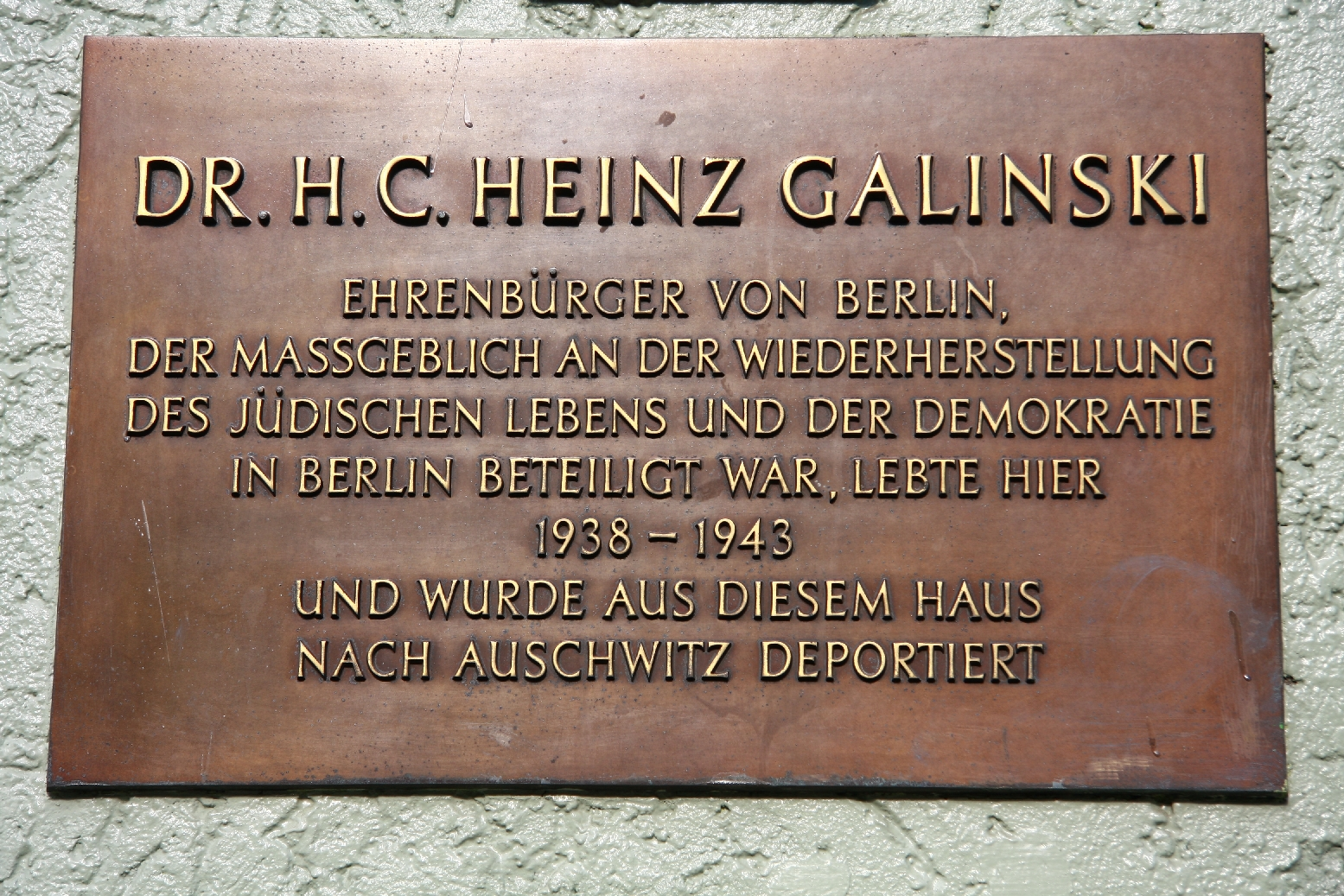
Gedenkplatte

1966 wurde Galinski für seine Verdienste mit dem Großen Bundesverdienstkreuz ausgezeichnet; 1979 erhielt er dazu den Stern und 1982 das Schulterband.
1974 bekam er die Ernst-Reuter-Plakette der Stadt Berlin. Im Jahre 1987 wurde ihm die Ehrenbürgerschaft der Stadt Berlin verliehen.
1995 erhielt eine staatlich anerkannte Ganztagsschule in Trägerschaft der Jüdischen Gemeinde zu Berlin seinen Namen. Sie wurde nach einem Entwurf von Zvi Hecker gebaut.
In Berlin-Gesundbrunnen wurde 1998 ein Abschnitt der Schulstraße, an der das Jüdische Krankenhaus Berlin steht, in Heinz-Galinski-Straße umbenannt. Ihm zu Ehren wurde der Heinz-Galinski-Preis gestiftet. An seinem ehemaligen Wohnhaus in der Schönhauser Allee ist heute eine Gedenkplakette angebracht. Der Text lautet:

„Dr. h.c. Heinz Galinski – Ehrenbürger von Berlin, der maßgeblich an der Wiederherstellung des jüdischen Lebens und der Demokratie in Berlin beteiligt war. Er lebte hier 1938–1943 und wurde aus diesem Haus nach Auschwitz deportiert.“